# نبرد مرنگا

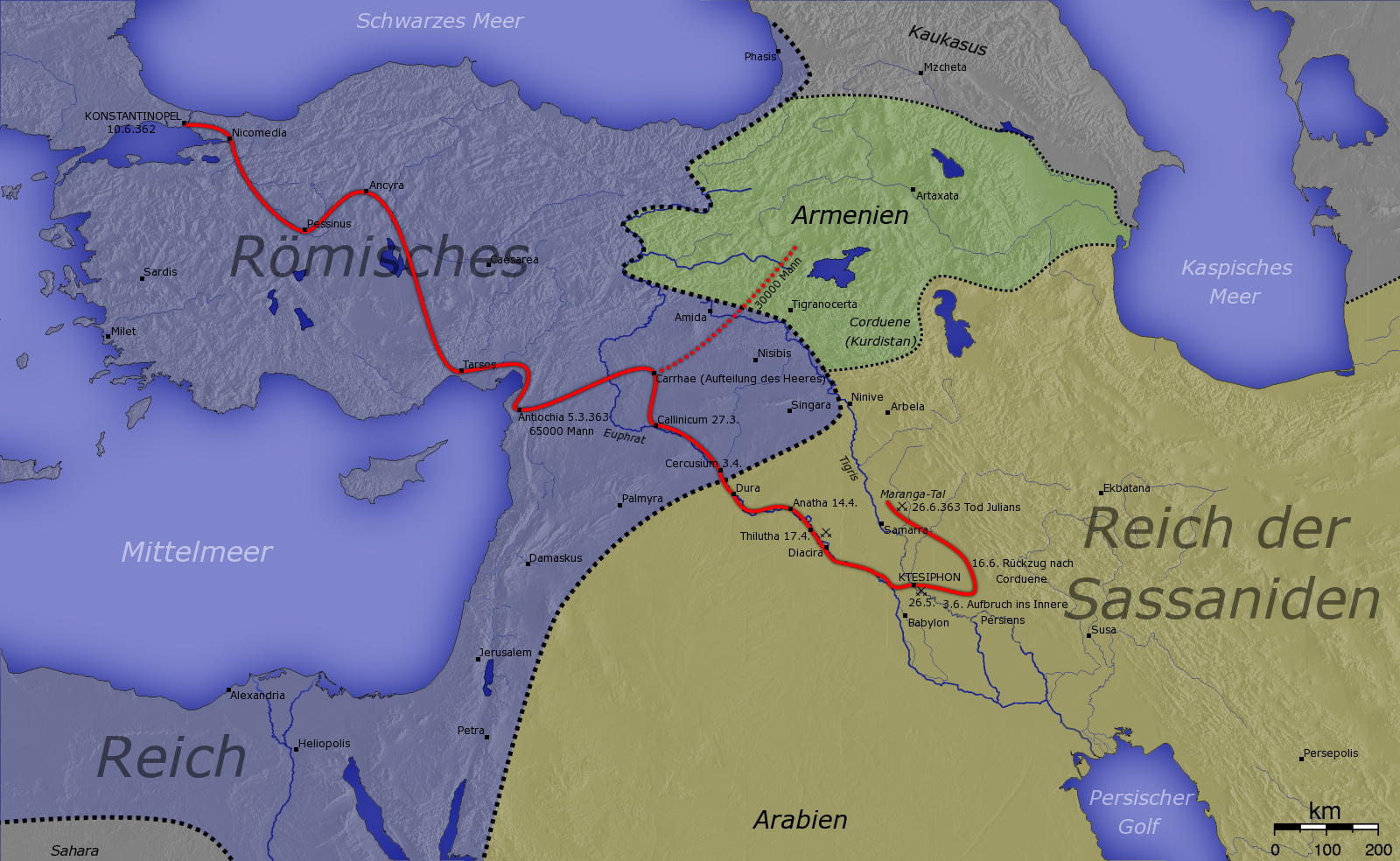
مسسر حرکت نیروهای ژولیان

نبرد مرنگا در سال ۳۶۳ میلادی، اندکی پس از نبرد تیسفون رخ داد. ارتش روم حمله ایرانیان را با تلفات کم دفع کردند. با این حال، کمبود تجهیزات ارتش همچنان آن را تهدید می‌کرد و اندکی بعد امپراتور ژولیان در جریان نبرد سامرا کشته شد.